# Jeghvard
Jeghvard (arménsky Եղվարդ) je město v provincii Kotajku v Arménii. K roku 2011 v něm žilo přes jedenáct tisíc obyvatel.

## Poloha
Jeghvard leží na jihozápadě Kotajku necelých dvacet kilometrů severně od centra Jerevanu, hlavního města Arménie, a necelých čtyřicet kilometrů jihozápadně od Hrazdanu, hlavního města provincie.

## Dějiny
Osídlení je zde doloženo už v pozdní době bronzové dva tisíce let před naším letopočtem. V raně křesťanských dobách zde byl postaven menší jednolodní kostel, z kterého se dochovalo jen několik pozůstatků. Koncem sedmého století zde rovněž vznikl klášter, který byl zničen mezi lety 1638 a 1735 v době války mezi osmanskou říší a Safíovci.
Za nadvlády Ílchanátu, přesněji za vlády Mahmúda Gazana a jeho nástupce Öldžejtü začátkem čtrnáctého století byl vystaven kostel Svaté Bohorodičky, který se dochoval a je užíván k bohoslužbě.

## Sport
V letech 1986 až 1996 působil ve městě fotbalový klub FA Jeghvard.